# Codex Washingtonianus
Il Codex Washingtonianus o Codex Freerianus (Gregory-Aland: W o 032; Soden: ε 014) è un manoscritto in greco onciale (cioè maiuscolo) datato al IV/V secolo. Contiene i quattro vangeli canonici.

## Critica testuale
Il testo del codice contiene una miscela di diverse forme testuali per diversi vangeli. 
- Matteo 1-28; Luca 8:13-24:53 - bizantino;
- Marco 1-5:30 - occidentale;
- Marco 5:31-16:20 - Testo cesariense;
- Luca 1:1 - 8:12 e J 5:12-21:25 - alessandrino;
- Giovanni 1:1 - 5:11 - congiunta con occidentale-alessandrino.

Kurt Aland lo ha collocato nella Categoria V.
Il manoscritto manca della Pericope dell'adultera (Vangelo secondo Giovanni 8,1-11) e dei versetti relativi all'agonia di Gesù al Getsemani (Vangelo secondo Luca 22,43-44).
Nel Vangelo di Marco, subito dopo 16,14 è inserito un dialogo inedito fra Gesù e i discepoli, noto come Loghion di Freer.

## Storia
Il codice venne acquistato da Charles Lang Freer durante un viaggio in Egitto nel novembre del 1906. Metzger dichiarò: "si tratta del più antico manoscritto in greco dei vangeli (dalla datazione al radiocarbonio) del quale si conosca la provenienza. Anche se il punto esatto dell'Egitto dove venne ritrovato non è noto, vi sono indizi che esso provenga da un monastero nei pressi delle piramidi di Giza. "
Attualmente si trova nella Smithsonian Institution della Freer Gallery of Art (06. 274), che si trova a Washington, Stati Uniti d'America, e alcune sezioni di esso sono visibili on-line. 
Immagini complete del codice sono disponibili dall'ufficio "Rights and Reproductions" della Freer Gallery of Art.